# Adrienne Kennedy
Adrienne Kennedy (* 13. September 1931 in Pittsburgh, Pennsylvania) ist eine US-amerikanische Autorin und Dramatikerin, die unter anderem dreimal mit dem Obie Award ausgezeichnet wurde. Sie wurde außerdem 2003 für ihr Lebenswerk mit dem Anisfield-Wolf Book Award ausgezeichnet.

## Leben
Adrienne Kennedy studierte nach dem Schulbesuch Pädagogik an der Ohio State University und schloss dieses Studium mit einem Bachelor of Arts (B.A. Education) ab.
Sie begann Mitte der 1960er mit ihrer literarischen Tätigkeit als Dramatikerin und veröffentlichte mit Funnyhouse of a Negro 1964 ihr Debüttheaterstück, für das sie ihren ersten Obie Award erhielt. Für die beiden Stücke June and Jean in Concert und Sleep Deprivation Chamber wurde sie 1996 erneut mit dem Obie Award geehrt und erhielt darüber hinaus 2008 einen weiteren Obie Award für ihr Lebenswerk. Mit ihrem untraditionellen und unkonventionellen Stil und ihren von eigenen Erfahrungen als Afroamerikanerin handelnden Arbeiten prägte sie die Werke jüngerer afroamerikanischer Autorinnen wie das der Pulitzer-Preisträgerin Suzan-Lori Parks.
Neben ihrer literarischen Tätigkeit war sie auch als Lecturer an der Yale University, Princeton University, University of California, Berkeley und der University of California, Davis tätig. Darüber hinaus war Adrienne Kennedy als Filmproduzentin tätig und produzierte nach der Fernsehserie WLRN Perspectives (2007) und dem Fernsehfilm Muhammad Ali: Made in Miami (2008) zuletzt im Jahr 2011 den Dokumentarfilm Prohibition and the South Florida Connection.
2019 wurde sie in die Anthologie New Daughters of Africa von Margaret Busby aufgenommen.

## Veröffentlichungen

### Dramen
- 1964: Funnyhouse of a Negro
- 1965: A Beast’s Story
- 1965: The Owl Answers
- 1966: A Rat’s Mass
- 1967: The Lennon Play: In His Own Write
- 1968: A Lesson In Dead Language
- 1969: Boats
- 1969: Cities in Bezique
- 1969: Sun
- 1973: Evening With Dead Essex
- 1976: A Movie Star Has to Star in Black and White
- 1980: A Lancashire Lad
- 1980: Black Children’s Day
- 1980: Orestes And Electra
- 1992: Ohio State Murders
- 1992: The Film Club
- 1994: She Talks To Beethoven
- 1996: Sleep Deprivation Chamber
- 2001: June And Jean In Concert
- 2008: Mom, How Did You Meet The Beatles?

### Sonstige Veröffentlichungen
- People who led to my plays, 1986
- Adrienne Kennedy in one act, 1988
- Deadly triplets, 1990
- The Alexander plays, 1992
- The Adrienne Kennedy reader, 2001

## Hintergrundliteratur
- Philip C. Kolin: Understanding Adrienne Kennedy, 2004, ISBN 1570035792